# Cabullona
Cabullona (en idioma pima: "De frente al sol") es un ejido del municipio de Agua Prieta ubicado en el noreste del estado mexicano de Sonora, cercano a la frontera con Estados Unidos y a la división territorial con el estado de Chihuahua, en la zona de la Sierra Madre Occidental. Según los datos del Censo de Población y Vivienda realizado en 2020 por el Instituto Nacional de Estadística y Geografía (INEGI), Cabullona tiene un total de 52 habitantes. Se sitúa en la Carretera Federal 17 que va desde el pueblo de Moctezuma hasta la ciudad de Agua Prieta, en el tramo entre Fronteras-Agua Prieta. El ejido es visitado por personas de los municipios cercanos y de las ciudades estadounidenses de Douglas Bisbee, Tombstone, Sierra Vista, etc, y acostumban a pasar un día de campo en el área verde que rodea el ejido, así como también en el río Cabullona.
El 10 de abril de 1915 se llevó a cabo aquí la batalla de Cabullona, guerra en la que el general Plutarco Elías Calles derrotó al ejército villista comandado por el general Jesús Trujillo.

## Geografía
Cabullona se sitúa en las coordenadas geográficas 31°09'01" de latitud norte y 109°32'37" de longitud oeste del meridiano de Greenwich, a una elevación de 1165 metros sobre el nivel del mar.